# 北島 (製菓業者)
株式会社北島（きたじま）は、佐賀県佐賀市に本社を置く製菓業者。

## 概要
1696年（元禄9年）に数珠屋として創業。佐賀城下町、長崎街道沿いに店舗を構える。宝暦（1751年～1764年）のころは諸色屋（日用雑貨品店）となっており佐賀藩の御用商人も務めた。
製菓業を始めたのは幕末から明治の事で、佐賀藩御用菓子司で南蛮菓子を得意とした伊勢屋町の横尾市郎右衛門の直系から菓子製法を伝授された。
明治10年代に八代目八郎と九代目安次郎が小麦粉に黒糖をあわせて練ってから焼いただけの固い菓子で「佐賀んもんも堅いが、丸芳露も堅い。」と言われた丸ぼうろを材料を見直すなどして現在の形に改良した。
同じく佐賀にある「鶴屋」と共に丸ぼうろの元祖とされる。
福岡県に2店舗、佐賀県に10店舗を展開する。

## 沿革
- 1696年（元禄9年）- 創業。
- 1969年（昭和44年）- 花ぼうろの店頭販売開始。
- 1993年（平成5年）- 佐賀東工場新設。

## 商品
- 丸ぼうろ[1]
- 花ぼうろ[2]
- 玄ぼうろ[3]
- ごまぼうろ[4]
- こぼうろ[5]
- ぼうろいろいろ
- オブリガード[6]
- 松葉[7]
- 和菓子
- 洋菓子
- マドレーヌ[8]
- マーガレット・ダ・マンド[9]

## 店舗

### 福岡県
| 店名       | 所在地                       | 備考       |
| ---------- | ---------------------------- | ---------- |
| 岩田屋本店 | 福岡市中央区天神2丁目5番35号 | 岩田屋内   |
| 博多大丸店 | 福岡市中央区天神1丁目4番1号  | 博多大丸内 |

### 佐賀県
| 店名         | 所在地                      | 備考            |
| ------------ | --------------------------- | --------------- |
| アルタ開成店 | 佐賀市開成3丁目6番16号      | アルタ開成店内  |
| 木原店       | 佐賀市木原1丁目24番40号     |                 |
| 佐賀駅北口店 | 佐賀市神野東2丁目1番1号     |                 |
| 佐賀玉屋店   | 佐賀市中の小路2番5号        | 佐賀玉屋内      |
| 佐賀西店     | 佐賀市鍋島町八戸溝1434番地5 |                 |
| 佐賀東店     | 佐賀市大財5丁目5番12号      |                 |
| JR 佐賀駅店  | 佐賀市駅前中央1丁目11番1号  | えきマチ1丁目内 |
| 白山本店     | 佐賀市白山2丁目2番5号       |                 |
| 小城店       | 小城市小城町松尾4085番地1   |                 |
| JR 唐津駅店  | 唐津市新興町2935番地1       | 唐津駅内        |